# Chó rừng hông sọc
Chó rừng hông sọc (danh pháp hai phần: Canis adustus) là một loài động vật thuộc họ Chó. Chó rừng hông sọc là loài bản địa trung Phi và nam châu Phi. Không giống loài bà con của nó, chó rừng lưng đen sống ở đồng bằng mở, loài chó rừng hông sọc sinh sống chủ yếu ở rừng gỗ và rừng cây bụi.

## Phân loài
Có 6 phân loài:

- Canis adustus adustus (Tây Phi)
- Canis adustus bweha (Đông Phi, Kisumu, Kenya)
- Canis adustus grayi (Morocco và Tunis)
- Canis adustus kaffensis (Kaffa, tây nam Ethiopia)
- Canis adustus lateralis (Kenya, Uasin Gishu Plateau, phía nam của Gabon)
- Canis adustus notatus (Loita Plains, Kenya)

## Hình ảnh

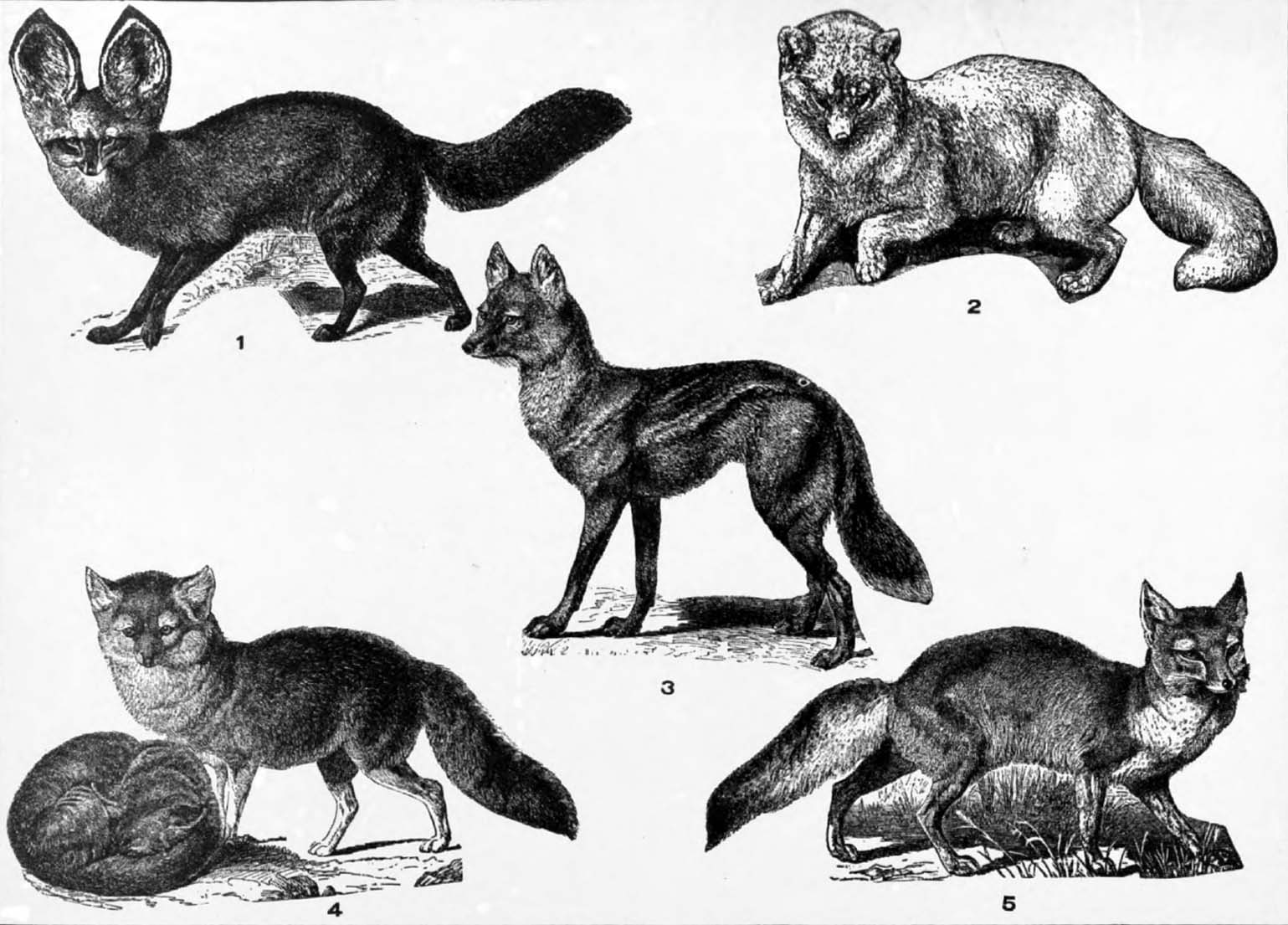
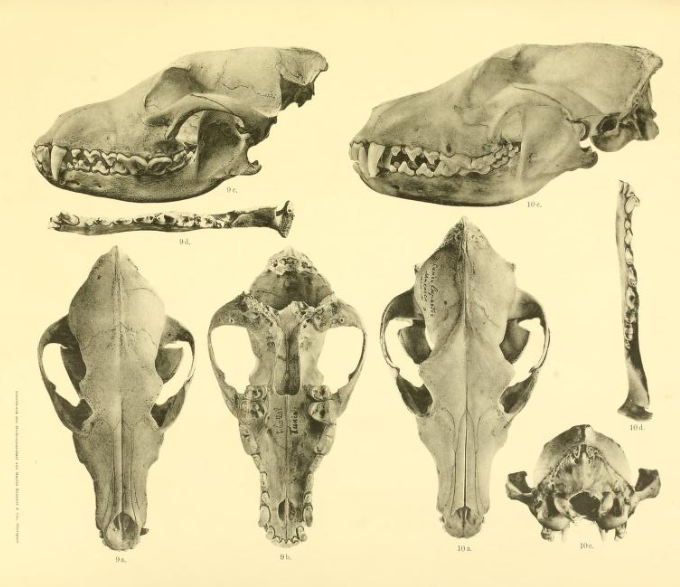
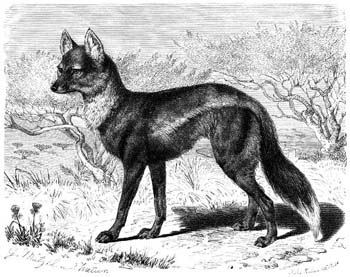
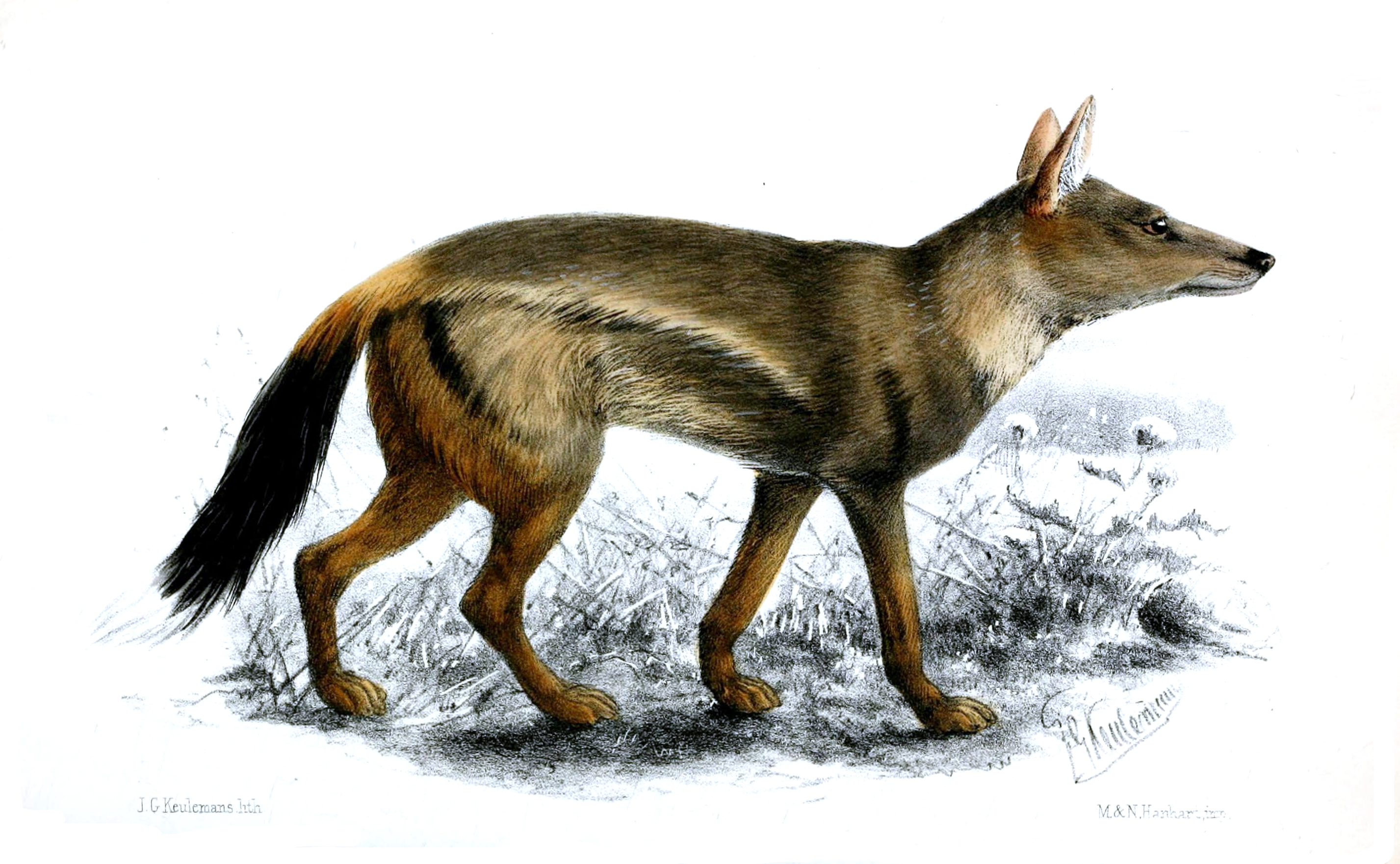